# WR 102
WR 102는 지구로부터 약 8,000~9,400 광년 떨어진 궁수자리에 위치한 볼프–레이에 별 중에서도 극도로 희귀하고 매우 뜨거운 산소 볼프-레이에 별이다. 궁수자리 V3893, LS 4368, ALS 4368, Sand 4 라고도 불린다.

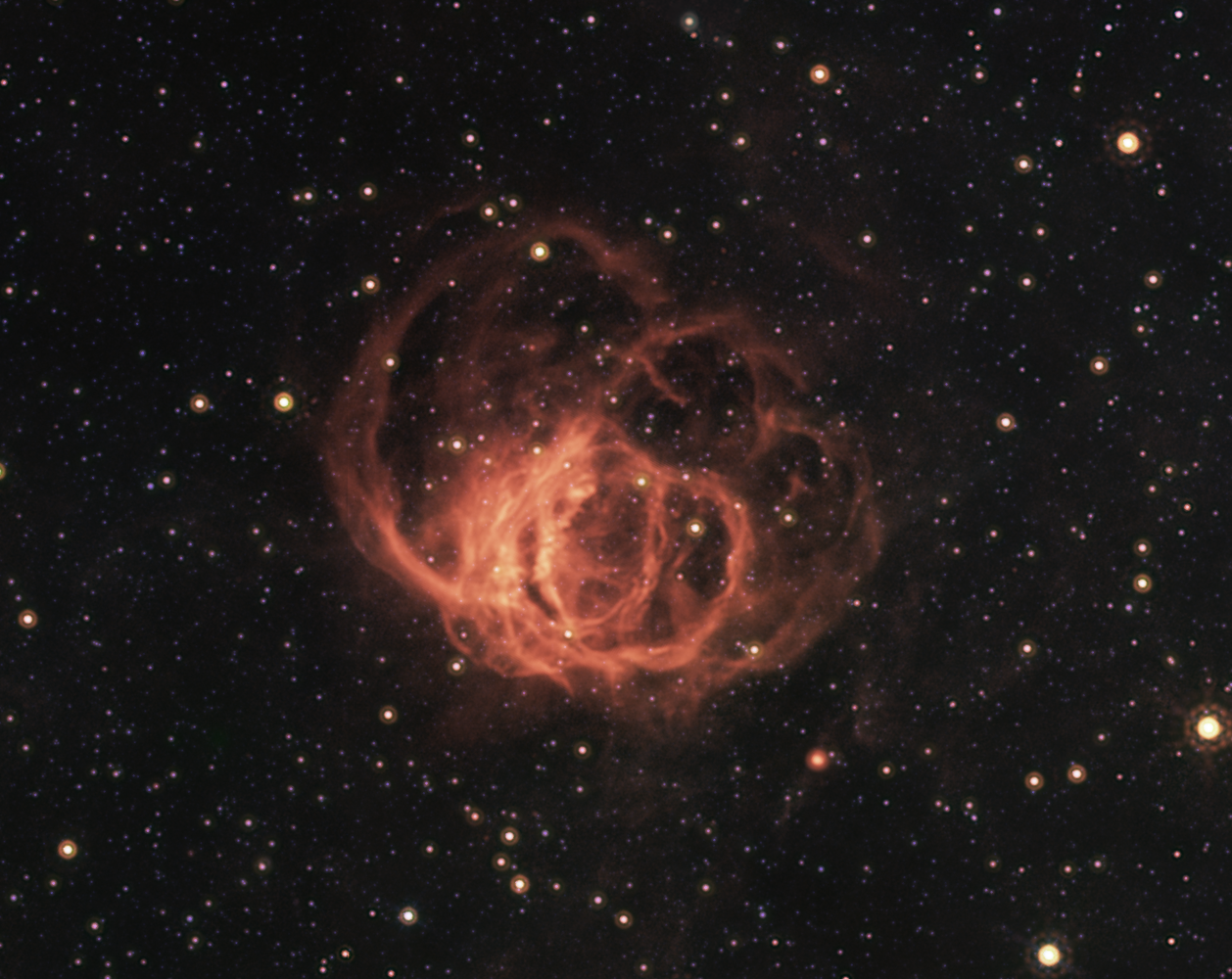
WR 102의 주변 성운을 적외선 파장으로 촬영한 사진이다.

## 관측 역사
WR 102는 1971년 산소가 연소하며 나타나는 산소 스펙트럼으로 인해 발견되었다. 처음에는 볼프-레이에별 분류 중 하나인 WC형으로 분류되었다. 그러나 WR 102의 주변 성운이 태양과 비슷한 질량의 별의 항성진화 마지막 단계에서 생긴 행성상성운이 아니였고 스스로가 질량방출로 만들어낸 성운이였다는 것이 밝혀졌다. 게다가, 스펙트럼에 OVI선이 매우 강하게 나타나자 WC형으로 분류하는 것은 무리가 있다고 생각되었고 아직 없는 분광형 OvI형을 임시로 만들어서 WR 102를 OvI 형으로 분류하였다.
그러다가 나중에 WR 102와 비슷한 스펙트럼선을 보이는 별들이 발견되어 새로운 볼프-레이에별 스펙트럼인 WO형으로 분류되었다. 현재는 볼프-레이에별의 스펙트럼 분류가 더욱 세분화되어 최종적으로는 WO2로 분류되었다.
WR 102의 스펙트럼 분류가 확실해질 때 바이어 명명법으로 궁수자리 V3893이라는 다른 이름을 부여받았으며, 현재는 LS 4368 또는 ALS 4368로도 불린다.
WR 102의 주변에 있는 희미한 성운은 WR 102를 발견하고 10년 뒤인 1981년에 발견되었다. 이 성운은 중심별 WR 102의 항성풍에 의해 생성되었다. 언뜻 보면 거품 성운도 태양 질량의 44배에 달하는 무거운 중심별의 항성풍으로 인해 생겼기 때문에 거품 성운과 비슷하다고 할 수 있을지도 모르나, 거품 성운은 중심별이 한창 활동중인 주계열성으로 오로지 질량방출을 통해서 생겼지만 이 성운은 중심별인 WR 102가 항성진화 극후기에 있고 또한 WR 102의 자외선과 항성풍이 주변의 성간 물질까지 같이 이온화하여 생성되었다는 차이점이 있다..

## 정보
WR 102는 210,000K이라는 매우 높은 표면온도를 가지고 있다. 이 높은 표면 온도에 걸맞게 거의 보라색에 가까운 색을 가지고 있다. 실제로, WR 102는 다른 어떤 별보다도 보라색에 가장 가깝게 관측된다.
만약 WR 102가 태양 자리에 있었다면 수성, 금성, 화성은 순식간에 녹아버리고 지구는 WR 102에 빨려들어갈 것이며, 목성, 토성, 천왕성, 해왕성은 극단적인 온도와 타원형의 궤도를 가지게 될 것이다. 또한, 생명체 거주가능 영역(골디락스 존)은 세드나 궤도의 원일점에 위치하게 된다. 그리고 목성에서 WR 102는 짙은 청색으로 보일 것이다.
WR 102의 절대등급은 -1.46으로 지구의 밤하늘에서 보는 시리우스보다도 약간 더 어두운 수준이지만 빛의 모든 파장을 고려한 WR 102의 절대등급은 -9.29이다.

### 태양과 비교
WR 102는 태양보다 크기는 작지만 다른 물리량은 태양과는 비교가 힘들 정도로 커서 '작은 고추가 맵다' 라는 속담이 딱 들어맞는 항성이다. 실제로, WR 102는 태양의 16.1배에 해당하는 질량을 가졌지만 크기는 태양의 최소 54%에서 아무리 커도 태양의 80% 정도이다. 즉, 이것은 WR 102의 밀도가 비정상적으로 높은 것을 의미하게 된다. 실제 계산으로, WR 102의 밀도는 194g/cm³으로 계산된다. 액체 상태의 물의 밀도가 1g/cm³, 태양의 밀도가 1.408g/cm³으로 비교하기도 힘든 높은 밀도를 가졌다. 이러한 높은 밀도로 인해, 표면 중력 역시 엄청나게 강하며 태양의 70배에 달한다.
이거보다 더 해서, WR 102의 표면온도는 태양의 표면온도보다 약 36배 더 높다. 단순 계산으로도 WR 102의 표면온도는 태양보다 200,000K이 더 넘도록 뜨겁다.
또한, 질량 방출도 태양과는 비교할 수 없을 정도로 일어나는데 대략 태양의 2억 3천만배에 달하는 속도이다. 이것이 얼마나 많은 양의 질량을 방출하는 거냐면, 태양이 태양풍 등으로 1억년 동안 잃어버리는 총 질량을 WR 102는 고작 1년 조금 넘는 시간에 몽땅 방출한다.
하지만, 태양과의 공통점도 있다. 그 공통점은 바로 중원소함량이다. WR 102는 중원소함량이 태양과 거의 같다. 이 때문에 WR 102는 태양에 비해 수명이 매우 짧지만, 진화 단계에서 주계열성에 머무는 비율은 태양과 거의 같다.

## WO형 스펙트럼
| 분광형 | 처음 기준                          | 정량화된 기준 1차/2차 | 정량화된 기준 1차/2차  | 기타 특징   |
| ------ | ---------------------------------- | --------------------- | ---------------------- | ----------- |
| WO1    | O VII ≥ O V, O VIII 존재           | O VI/O V > 12.5       | O VI/C IV > 1.5        | O VII ≥ O V |
| WO2    | O VII < O V, C IV < O VI           | 4 < O VI/O V < 12.5   | O VI/C IV > 1.5        | O VII ≤ O V |
| WO3    | O VII이 약하거나 부재, C IV ≈ O VI | 1.8 < O VI/O V < 4    | 0.1 < O VI/C IV < 1.5  | O VII ≪ O V |
| WO4    | C IV ≫ O VI                        | 0.5 < O VI/O V < 1.8  | 0.03 < O VI/C IV < 0.1 | O VII ≪ O V |

출처: 볼프–레이에별 문서의 '분류' 부분.
1969년, 강한 O VI 방출선을 가진 일부 CSPN이 "O VI 계열" 혹은 OVI형으로 분류되었다. 나중에는 이 분류를 [WO]성으로 표기하였으며, 결국에는 이를 동시에 1족 WR성으로도 분류하였다.
원래, 산소 이온 방출선이 탄소 이온 방출선을 압도하는 고온 항성에 대해서는 WC형인지 WO형인지 구분이 가능했었다. 그러나 이러한 경우가 아니라면 실제 두 원소의 조성은 이들을 달리 구분하여도 별 차이가 없다. 그래서 공식적으로는 WC형과 WO형 스펙트럼을 C III 방출선의 유무로 구분한다. 또한, WC형 스펙트럼은 일반적으로 O VI선이 나타나지 않지만, WO형 스펙트럼은 강한 O VI선이 나타난다.
WO형 항성을 분류하는 데 쓰이는 주 방출선은 580.1nm의 C IV와 340.0nm의 O IV, 557.2~559.8nm의 O V(및 O III) 혼합체, 381.1~383.4nm의 O VI, 567.0nm의 O VII, 606.8nm의 O VIII이다. WO5형까지 전개되었던 이 계열은 O VI/C IV와 O VI/O V 상대 세기비를 기반으로 정량화되었다. 나중에는 고전의 WR성과 CSPN을 일관적으로 분류하기 위해서 WO1에서 WO4까지의 계열로 되돌아오며 각 분류를 알맞게 조정하였다.
WO2 스펙트럼은 볼프–레이에별 중에서도 아주 완벽하게 진화해서 표면온도가 20만K를 넘고 크기가 태양보다 작은 항성들이 해당된다. 보통 WC형은 아주아주 고도로 진화한 별에서 나타나는 스펙트럼이지만 WO형은 WC형보다 훨씬 더 고도로 진화한 스펙트럼이다. WO형 스펙트럼에서도 WO2형 스펙트럼은 우주에서는 단 10개밖에 없으며 WR 102, WR 142, LMC195-1, WR 93 B는 우리은하에 있는 WO형 항성에 해당된다. 이 4개의 별들 모두 태양보다 작으며 표면온도가 20만K를 넘는다. 그중에서도 WR 102가 가장 작고 뜨겁다. 또한 이 4개의 별들의 남은 수명도 고작 2,000년밖에 되지 않는다.
보통 WO형 별은 탄소 볼프–레이에별보다 더 고온이라서 산소를 주 연료로 쓰는, 즉 WC형의 고온 확장판이다. WC형의 고온 확장판이라고는 하지만, WC형의 경우 중원소함량이 높은 별들이 어마어마한 질량방출을 통해서 생성되는데 비해 WO형이 되려면 중원소함량이 태양과 비슷해야 한다. WO형은 WC형보다 중원소함량이 낮은데도 질량방출은 훨씬 활발하다. 볼프-레이에별 중에서는 중원소함량에 의해 별의 질량방출 속도가 천차만별로 달라지며, 중원소함량이 높을수록 질량방출이 어마어마한것이 일반적이다. 즉 WO형은 특이한 스펙트럼 분류이다.

### 특징
1. 태양과 중원소 함량이 비슷하다.
2. 태양과 크기가 비슷하거나, 태양보다 더 작다.
3. 표면온도가 15만K를 넘긴다.
4. 밀도랑 표면 중력이 매우 높다.
5. 수소가 없고, 헬륨도 거의 없다.
6. 가시광선 대역의 밝기랑 모든 파장대역으로써의 밝기 차이가 가장 크다.
7. 볼프–레이에별 중 가장 어둡다.

## 진화 및 초신성
WR 102는 궁수자리 성협 OB5에서 태어났다. 초기 질량은 태양의 최대 66배로 추정되나 계속된 진화를 거쳐서 4분의 3 정도 되는 질량을 잃었고 태양의 약 16배 정도 질량을 가지게 되었으며 죽어가는 단계에 들어서고 있다. WR 102는 1,500년 뒤 초신성 폭발을 할 것으로 계산되었다. 즉, 초신성으로 폭발할 가능성이 있는 별들 중 가장 일찍 폭발하는 축에 든다.
WR 102는 항성진화 단계에서 가장 막바지에 있는 것으로 보인다. 현재 WR 102는 수소가 아예 바닥난 상태라고 봐도 무방하고, 삼중 알파 과정도 진행된지 오래여서 헬륨 역시 거의 고갈되었으며, 중심핵부터 표면까지 차례대로 산소부터 헬륨 핵융합을 하고 있다. 즉 WR 102의 표면은 헬륨 핵융합을 하는데, 헬륨이 완전히 바닥날때 쯤 최후의 핵융합인 규소 핵융합이 시작될 것이다. 그리고 초신성 폭발 직전까지 태양질량 0.15배 정도 되는 질량을 추가로 더 방출할 것이다. 그러나, 베텔게우스 같은 적색초거성과는 달리 크기가 작아서 중심에 철로 이루어진 핵을 많이 축적시키지 못하며, 양파 껍질 구조를 가지지 않을 것으로 보인다.
현재 WR 102의 밀도랑 질량으로 봐서는 충분히 감마선 폭발을 일으킬 수 있으며, 우리 지구도 그 영향을 받을 수 있다. 하지만 자전 속도가 감마선 폭발을 일으키기에는 약간 모자라다. 발견 당시 WR 102의 자전 속도는 초속 1,000km인 것으로 알려졌지만 최근 관측 결과 이전에 알려진 것보다 자전속도가 훨씬 느릴 가능성이 있으며, 이에 따라 자전 속도가 다시 불확실해졌다. 즉 원래 감마선 폭발을 할 것으로 알려졌던 별이지만, 지금은 감마선 폭발을 할 지 초신성으로 폭발할 지 불확실하다. 따라서 WR 102는 감마선 폭발 또는 Ib, Ic 3개 중 하나의 최후를 맞을 것이다.

## 이름이 비슷한 별
WR 102 말고도, WR 102ka, WR 102ea 등의 이름이 비슷한 별이 있다. 두 별 모두 궁수자리에 위치한 별로, WR 102ka는 용골자리 에타랑 견줄만 한 볼프–레이에별이고, 용골자리 에타와는 달리 밝은 청색변광성(LBV)으로 분류되지 않는다. 또 WR 102ea는 피스톨별급의 볼프–레이에별이다. 반면 WR 102는 태양보다 작은 별이니, 이 3개의 별을 구분할 때는 크기로 구분하면 햇갈리지 않는다.